# Andy Linden (Rennfahrer)
Andrew Logan „Andy“ Linden (* 5. April 1922 in Brownsville, Pennsylvania; † 11. Februar 1987 in Torrance, Pennsylvania) war ein US-amerikanischer Autorennfahrer.

## Karriere
Linden diente im Zweiten Weltkrieg als US-Marine. In der Zeit von 1950 bis 1957 fuhr er in 66 Rennen der AAA/USAC-National-Serie. Seine besten Ergebnisse waren vier dritte Plätze in den Saisons 1950, 1955 und 1957. 1955 erzielte er mit einem fünften Rang in der Gesamtabrechnung seine beste Saisonleistung.
Im Laufe seiner Karriere stand er auch sieben Mal bei den 500 Meilen von Indianapolis am Start. 1951 erreichte er in einem Silnes-Offenhauser den vierten Platz und damit seine beste Platzierung. Da das Rennen in dieser Zeit zu den Rennen der Fahrerweltmeisterschaft der Formel 1 zählte, stehen für ihn auch sieben Grand-Prix-Starts zu Buche.
1957 verunglückte er schwer und trug bleibende Hirnschädigungen davon.

## Statistik

### Indy-500-Ergebnisse
| Jahr | Startnr. | Start | Qual. (km/h) | Ergebnis | Runden | Führung | Ausfall                             |
| ---- | -------- | ----- | ------------ | -------- | ------ | ------- | ----------------------------------- |
| 1950 | 9        | DNQ   |              |          |        |         |                                     |
| 1951 | 57       | 31    | 212,768      | 4        | 200    | 0       |                                     |
| 1952 | 9        | 2     | 220,460      | 33       | 20     | 0       | Ölleck                              |
| 1953 | 32       | 5     | 218,948      | 33       | 3      | 0       | Unfall                              |
| 1953 | 55       |       |              | 233      | 12     | 0       | fuhr Hoyts Wagen; Rd. 96-107; Motor |
| 1953 | 92       |       |              | 163      | 29     | 0       | fuhr Wards Wagen; Rd. 116-144       |
| 1954 | 74       | 23    | 221,780      | 25       | 165    | 0       | Federung                            |
| 1954 | 45       |       |              | 114      | 17     | 0       | fuhr Cross’ Wagen; Rd. 154-170      |
| 1954 | 43       |       |              | 24       | 27     | 0       | fuhr Thomson Wagen; Rd. 114-140     |
| 1955 | 19       | 8     | 223,824      | 6        | 200    | 0       |                                     |
| 1956 | 5        | 9     | 230,196      | 27       | 90     | 0       | Ölleck                              |
| 1957 | 73       | 12    | 230,502      | 5        | 200    | 0       |                                     |

| Legende  | Legende            | Legende                                                          |
| Farbe    | Abkürzung          | Bedeutung                                                        |
| -------- | ------------------ | ---------------------------------------------------------------- |
| Gold     | –                  | Sieg                                                             |
| Silber   | –                  | 2. Platz                                                         |
| Bronze   | –                  | 3. Platz                                                         |
| Grün     | –                  | Platzierung in den Punkten                                       |
| Blau     | –                  | Klassifiziert außerhalb der Punkteränge                          |
| Violett  | DNF                | Rennen nicht beendet (did not finish)                            |
| Violett  | NC                 | nicht klassifiziert (not classified)                             |
| Rot      | DNQ                | nicht qualifiziert (did not qualify)                             |
| Rot      | DNPQ               | in Vorqualifikation gescheitert (did not pre-qualify)            |
| Schwarz  | DSQ                | disqualifiziert (disqualified)                                   |
| Weiß     | DNS                | nicht am Start (did not start)                                   |
| Weiß     | WD                 | zurückgezogen (withdrawn)                                        |
| Hellblau | PO                 | nur am Training teilgenommen (practiced only)                    |
| Hellblau | TD                 | Freitags-Testfahrer (test driver)                                |
| ohne     | DNP                | nicht am Training teilgenommen (did not practice)                |
| ohne     | INJ                | verletzt oder krank (injured)                                    |
| ohne     | EX                 | ausgeschlossen (excluded)                                        |
| ohne     | DNA                | nicht erschienen (did not arrive)                                |
| ohne     | C                  | Rennen abgesagt (cancelled)                                      |
| ohne     | keine WM-Teilnahme |                                                                  |
| sonstige | P/fett             | Pole-Position                                                    |
| sonstige | 1/2/3/4/5/6/7/8    | Punktplatzierung im Sprint-/Qualifikationsrennen                 |
| sonstige | SR/kursiv          | Schnellste Rennrunde                                             |
| sonstige | *                  | nicht im Ziel, aufgrund der zurückgelegten Distanz aber gewertet |
| sonstige | ()                 | Streichresultate                                                 |
| sonstige | unterstrichen      | Führender in der Gesamtwertung                                   |